# Escorxador tigrat
L'escorxador tigrat (Lanius tigrinus) és un ocell de la família dels Lànids (Laniidae).

## Hàbitat i distribució
Bosc obert amb clars del sud-est de Sibèria, Corea i nord-est i centre de la Xina des del sud de Shensi, Hopeh i Kirin cap al sud fins l'est de Szechwan, Hunan i nord de Chekiang.